# Вудвілл (Джорджія)
Вудвілл (англ. Woodville) — місто (англ. city) в США, в окрузі Грін штату Джорджія. Населення — 264 особи (2020).

## Географія
Вудвілл розташований за координатами 33°40′2″ пн. ш. 83°6′22″ зх. д. / 33.66722° пн. ш. 83.10611° зх. д. (33.667106, -83.106093).  За даними Бюро перепису населення США в 2010 році місто мало площу 12,69 км², з яких 12,65 км² — суходіл та 0,04 км² — водойми.

## Демографія
Згідно з переписом 2010 року, у місті мешкала 321 особа в 125 домогосподарствах у складі 87 родин. Густота населення становила 25 осіб/км².  Було 141 помешкання (11/км²).
Расовий склад населення:
| - 68,8 % — чорних або афроамериканців - 29,3 % — білих - 0,3 % — азіатів |

До двох чи більше рас належало 0,6 %. Частка іспаномовних становила 1,2 % від усіх жителів.
За віковим діапазоном населення розподілялося таким чином: 22,1 % — особи молодші 18 років, 64,5 % — особи у віці 18—64 років, 13,4 % — особи у віці 65 років та старші. Медіана віку мешканця становила 44,8 року. На 100 осіб жіночої статі у місті припадало 101,9 чоловіків;  на 100 жінок у віці від 18 років та старших — 104,9 чоловіків також старших 18 років.
Середній дохід на одне домашнє господарство  становив 45 385 доларів США (медіана — 34 643), а середній дохід на одну сім'ю — 50 325 доларів (медіана — 41 458). За межею бідності перебувало 31,1 % осіб, у тому числі 61,7 % дітей у віці до 18 років та 22,4 % осіб у віці 65 років та старших.
Цивільне працевлаштоване населення становило 140 осіб. Основні галузі зайнятості: виробництво — 21,4 %, освіта, охорона здоров'я та соціальна допомога — 19,3 %, науковці, спеціалісти, менеджери — 12,9 %, мистецтво, розваги та відпочинок — 11,4 %.